# Kimberly-Clark

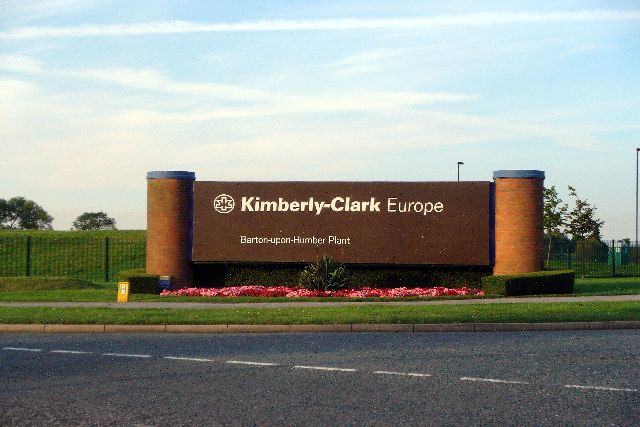
Entrada a una planta de Kimberly-Clark.

Kimberly-Clark es una de las empresas líderes en fabricación de productos de higiene a nivel mundial. Su sede está situada en Dallas, Estados Unidos. La Compañía fabrica productos sanitarios de papel y material quirúrgico instrumental. Kimberly-Clark tiene varias ramas asociadas con nombres como Kleenex (pañuelos faciales), Kotex (productos de higiene femenino), Cottonelle (cotonetes), Scott y Andrex (papel sanitario), Wypall (toallitas húmedas), KimWipes (toallitas higiénicas de uso científico) y Huggies (pañales sanitarios desechables y toallitas para bebé). Fundada en Neenah, Wisconsin en 1872 y basada en las Colinas sección de Irving, Texas, desde 1985, la compañía operaba sus propias fábricas de papel alrededor del mundo por décadas, pero cerró la última de ellas en 2012. 
Con ganancia anual de 18 billones de dólares por año, Kimberly-Clark está regularmente en la lista de Fortune 500.
La empresa tiene más de 42.000 empleados y en 2006 alcanzó unas ventas de aproximadamente 17.000 millones de dólares. La empresa estuvo dirigida por Thomas J. Falk desde 2002, en 2019 fue sucedido por Michael Hsu.
Kimberly-Clark tiene tres centros de innovación en Estados Unidos (Wisconsin y Georgia), Colombia (Medellín) y Corea del Sur.

## Historia
Fundada en Neenah, Wisconsin, en 1872 y con sede en la sección Las Colinas de Irving, Texas, desde 1985, la empresa operó sus propias fábricas de papel en todo el mundo durante décadas, pero cerró la última en 2012. Con ingresos anuales recientes que superan los 18.000 millones de dólares al año, Kimberly-Clark figura regularmente entre las 500 empresas de Fortune.
En marzo de 2020, la empresa tenía aproximadamente 40.000 empleados.
En 1872 de la mano de John Kimberly, Havilah Babcock, Charles Clark y Frank Shattuck en Neenah, Wisconsin (Estados Unidos) como fabricante de papel. En 1914 la empresa desarrolló un algodón de pulpa de celulosa, que fue utilizado por el ejército estadounidense durante la Primera Guerra Mundial como material para el vendado. Este producto fue la base para la toalla sanitaria Kotex, que se lanzaría al mercado en 1920, a la que seguiría en 1924 el Kleenex, los primeros pañuelos desechables de papel. Desde el 8 de mayo de 1929 Kimberly-Clark cotiza en la Bolsa de Nueva York.
En los años 1950 la empresa creó nuevas plantas en México, Alemania y Reino Unido. En los años 1960 se crearon 17 filiales más en el extranjero. En la década de 1970 Kimberly-Clark comenzó con la producción de los pañales desechables. En 1991 Kimberly-Clark y el New York Times vendieron su fábrica de papel, que habían compartido desde 1926. En 1994 Kimberly-Clark adquirió de VP Schickedanz la marca Camelia. En 1995 Kimberly-Clark compró Scott Paper por 9,4 miles de millones de dólares. Entonces se sumaron las adquisiciones:
- 1999 Attisholz-Gruppe (Suiza) por 365 millones de dólares
- 1999 Ballard Medical Products por 744 millones de dólares
- 2000 Safeskin (guantes sanitarios) por 800 millones de dólares
- 2000 S-K Corporation (Taiwán)
- 2001 Linostar (pañales, Italia)
- 2002 participación en Amcor
- 2003 Klucze (pañuelos de papel, Polonia)
- 2010 Diapro (productos para incontinencia)
- 2012 Evenflo (productos para la alimentación y seguridad del bebé)

## Marcas
En España comercializa marcas como Scottex, Kleenex, a las que se suman Pétalo, Huggies, Kotex, Depend y Cottonelle.
En Chile, se comercializan marcas tales como Huggies, Kotex, Scott, Kleenex.
En Argentina, se comercializan marcas tales como Kotex, Huggies, Scott, Kleenex, Plenitud y Poise.
En América Central, Kimberly-Clark comercializa marcas como Scott, Kleenex, Regio, Kotex, Regina, Huggies, Plenitud y Poise.
En Perú, se comercializan marcas tales como Suave, Bali, Gala, Kotex, Mimosa, entre otras.
En Venezuela cerró sus plantas de producción el 8 de julio de 2016. Como consecuencia el gobierno de Venezuela puso la empresa en manos de sus trabajadores y reanudó la producción. Hasta esa fecha, se comercializaban marcas como Huggies, Scott, Kleenex, Kotex y Depend.

## Controversia
En diciembre de 2016 en Chile, una investigación del periódico La Tercera, reveló que existió una colusión de precios con Empresas CMPC en el mercado de pañales de bebé, entre 2002 y 2009.